# 24e armée (Union soviétique)
Pour les articles homonymes, voir 24e armée.
La 24e armée est une unité de l'Armée rouge qui combattit durant la Grande Guerre patriotique.

## Historique opérationnel
L'armée est créée en Sibérie le 28 juin 1941. Elle participe à la bataille de Smolensk et à la contre-offensive, puis à l'opération contre le saillant de Ielnia.

## Liste des commandants
- Général de division Stepan Kalinine (en) - (26 juin – 15 juillet 1941)
- Général de brigade Konstantine Rakoutine - (15 juillet – 7 octobre 1941)
- Général de brigade Mikhaïl Mikhaïlovitch Ivanov (ru) - (10 décembre 1941 – 17 mars 1942)
- Général de brigade Jacob Broud (en) - (17 mars – 1er mai 1942)
- Général de division Ilya Kornilovitch Smirnov - (12 mai – 15 juillet 1942)
- Général de brigade Vassili Khomenko - (7 – 23 août 1942)
- Général de brigade Dmitri Timofeïevitch Kozlov - (août – octobre 1942)
- Général de brigade (promu Général de division en janvier 1943) Ivan Vassilievitch Galanine (octobre 1942 – avril 1943)
- Général de division Alexandre Gorbatov - (avril 1943)
- Général de brigade German Tarassov
- Général de division Grigori Koulik (avril 1943)